# Neu-Hohenschönhausen

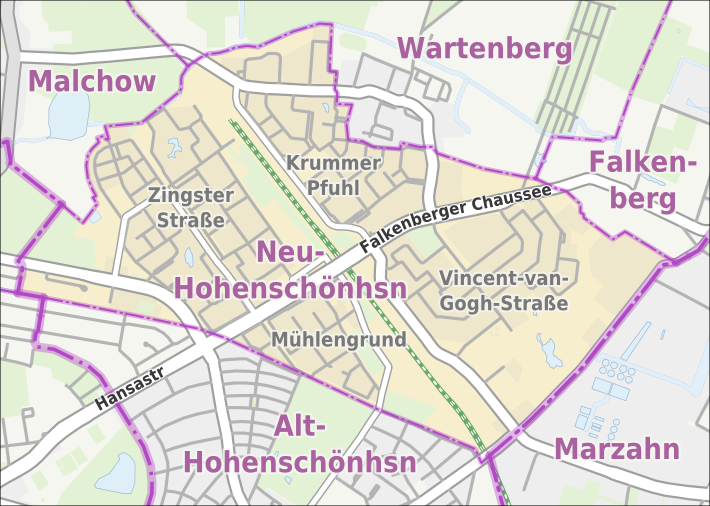
Mappa del quartiere

Neu-Hohenschönhausen è un quartiere (Ortsteil) di Berlino, appartenente al distretto (Bezirk) di Lichtenberg.